# Isoetes nigroreticulata
Isoetes nigroreticulata är en kärlväxtart som beskrevs av Bernard Verdcourt. Isoetes nigroreticulata ingår i släktet braxengräs, och familjen Isoetaceae. Inga underarter finns listade i Catalogue of Life.